# Шёл по городу волшебник
«Шёл по городу волшебник» — повесть советского писателя Юрия Томина в жанре литературной сказки, рассказывающая о мальчике, нашедшем коробок с волшебными спичками. Впервые опубликована в 1963 году.

## Сюжет
Повесть состоит из двух частей.

### Мелкие чудеса
Толик Рыжков — простой четвероклассник из Ленинграда, которому, однако, не чужды отрицательные черты характера — лень, нечестность, хвастовство, тщеславие и даже некоторая жадность. Однажды Толик нарушает правила уличного движения и, убегая от милиционера, случайно попадает в странный двор, из которого нет выхода. Посреди двора стоит небольшое строение, в котором Толик встречает странного мальчика с холодными голубыми глазами, скрупулёзно считающего коробки со спичками. Толик, пытаясь привлечь его внимание, невзначай берёт один из них, на что мальчик неожиданно агрессивно реагирует и Толик, испугавшись, каким-то образом убегает из строения и из таинственного двора.
Через некоторое время он узнаёт, что коробок — волшебный и, если сломать спичку и загадать желание, оно сразу же исполняется. Толик начинает творить различные мелкие чудеса, но из-за них вся его жизнь идёт наперекосяк, он ссорится с лучшим другом Мишкой Павловым (но позже мирится с ним), а все окружающие его люди уже не могут общаться с ним так же, как прежде. В конце концов, он уже не знает, как преодолеть тот клубок проблем, который образовался в результате бездумного исполнения всех его желаний, но самое плохое впереди — странный мальчик с голубыми глазами, который оказывается Волшебником, неожиданно появляется перед ним. Он очень зол на Толика за бестолковость его желаний и объявляет, что забирает его с собой. Случайно Волшебнику «под горячую руку» попадают Мишка с его собакой Майдой, так как Мишка, не зная о том, кто перед ним, нелестно отзывается о физически слабой внешности Волшебника. В следующую секунду Толик, Мишка и Майда чувствуют, что взлетают в воздух.

### Чудеса поневоле
Толик приходит в себя в зале какого-то здания, в котором позже опознаёт Дворец пионеров. Выйдя наружу, он обнаруживает рядом ещё несколько строений, одно из которых Гостиный двор. Одновременно Толик сталкивается с металлическим человекообразным роботом Балбесом. От него и от появившегося затем Волшебника Толик узнаёт, что находится на острове, расположенном в неком параллельном измерении, которое называется Вчерашний День. Остров целиком забит различными развлечениями и удовольствиями, в виде аттракционов, ресторанов и магазинов, но единственные люди на острове — это Волшебник, Толик и Мишка, не считая Майды и Балбеса. Волшебник объявляет Толику, что он должен забыть Мишку, потому что Мишка больше не его друг, его друг — Волшебник, и он может дать Толику многое из того, чего не может дать ему Мишка (конечно, за счёт спичек). Волшебник также объясняет Толику, что тот в своё время приглянулся ему из-за всех отрицательных качеств его характера, потому что Волшебник считает, что его другом должен быть тот, кто будет ему всё время завидовать и льстить (ведь с волшебными спичками он может пожелать всё, что угодно). Поскольку Волшебник не контролирует передвижения Толика по острову, мальчик начинает самостоятельное блуждание в попытках отыскать Мишку. Его молча сопровождает Балбес, в котором, как Толик выясняет, заложена только одна программа: Толик может идти куда захочет и делать что хочет, но ему нельзя идти туда, где держат Мишку. Исследуя остров, Толик замечает кучу бессмыслицы в благах, которые наколдовал Волшебник: все развлечения совершенно бесполезны, потому что не требуют затраты никаких усилий. Тем временем, Мишка находится в заточении в комнате на одном из верхних этажей в высоком здании на берегу. Из своего окна, глядя на океан, он замечает, что линия горизонта расположена очень близко к берегу, словно водная поверхность куда-то обрывается. Каждый раз, когда Волшебник входит к нему в комнату, он загадывает желание, чтобы Мишка и Майда не могли причинить ему какой-либо вред. Волшебник требует от Мишки, чтобы тот извинился перед ним, и даже обещает в таком случае отпустить его домой, но Мишка отказывается. Во-первых, он не собирается бросать Толика (хотя Волшебник пытается убедить его, что Толик давно к нему равнодушен), а во-вторых, он чувствует, что Волшебник врёт и никуда его не отпустит.
Толик садится на один из катеров и решает-таки уплыть с острова. Через какое-то расстояние Балбес заявляет, что Толику дальше плыть нельзя, и пытается оторвать его руки от штурвала. Толик вопит от боли и Балбес неожиданно отпускает его. Сообразив, что Балбес запрограммирован на то, чтобы не причинять Толику никакую боль, Толик начинает безостановочно говорить, что ему очень больно, благодаря чему катер плывёт вперёд. Через какое-то время Толик начинает замечать впереди странное вспухание воды, а затем из пустоты на какое-то время появляется его город, но тут катер автоматом даёт задний уход и увозит Толика к Волшебнику. Волшебник настойчиво спрашивает у Толика, что тот видел, и Толик, заподозрив неладное, врёт, что ничего не видел. В тот же вечер Волшебник приходит к Мишке и, не сдержавшись, раскрывает ему секрет: мир Вчерашнего Дня отделён от реальности некой Чертой; если подплыть к Черте на закате, то можно увидеть город, а если подплыть на рассвете, то можно уплыть за Черту. Чуть позже ночью Толику, изображая на словах боль, удаётся узнать от Балбеса, где находится Мишка. С помощью робота он забирается к другу в комнату и помогает ему и Майде спуститься оттуда на канате. Балбес же, который всё время следует за Толиком, вместо того, чтобы воспользоваться канатом, просто шагает через подоконник, падает на землю и в нём что-то ломается. Друзья бегут на причал, но тут просыпается Волшебник и замечает их. Поскольку у Волшебника при себе не оказывается спичек, то Толику, несмотря на то, что Волшебник старше его, удаётся скрутить последнего, так как тот, будучи очень зависимым от спичек, физически очень ослаб, и запереть его в уборной. Он, Мишка и Майда садятся на один из катеров и плывут к Черте. Сломанный Балбес медленно идёт вслед за Толиком, заходит в воду и постепенно скрывается в глубине. Подплыв к Черте, катер на этот раз плывёт вперёд, но когда его нос проходит Черту, то он неожиданно плывёт назад — Волшебник освободился. Толик, Мишка и Майда тогда выпрыгивают за борт, попав за Черту.
Они оказываются прямо посреди проезжей части на оживлённой улице, появившись из ниоткуда. Радости от возвращения Толик не испытывает, так как видит вокруг кучу последствий своих желаний. В частности, его мама не ругает его за таинственное исчезновение (их отсутствие не прошло незамеченным), так как ранее Толик загадал желание, чтобы мама всё ему разрешала. И хотя у него уже нет коробка с волшебными спичками и он не может ничего исправить, случайно Толик находит одну-единственную спичку, выпавшую до этого из коробка, и ломает её, загадав желание, чтобы в жизни его родителей, друзей и его самого всё было по-прежнему, как раньше, что и происходит. Книга завершается послесловием, в котором автор пишет, что Волшебник до сих пор живёт во Вчерашнем Дне (и в любой момент может вернуться в реальность, чтобы найти себе нового друга и отомстить Толику). А Толик и Мишка будут ещё долго бояться обладателей голубых глаз.

## Издания
- Ю. Томин. «Шёл по городу волшебник», Л.: Детгиз (Ленинградское отделение), 1963 г., рисунки Б. Калаушина
- Костер, № 2, февраль 1964, стр. 36—46, иллюстрации С. Острова,
- Ю. Томин. «Шёл по городу волшебник», Л.: Детгиз (Ленинградское отделение), 1965 г., стр. 5—140, иллюстрации Б. Калаушина и С. Спицына
- Ю. Томин. «Шёл по городу волшебник», Л.: Детгиз (Ленинградское отделение), 1970 г., рисунки Б. Калаушина
- Ю. Томин. Повести и рассказы, Л.: Детская литература (Ленинград), 1975 г., стр. 5—130, иллюстрации С. Спицина
- Ю. Томин. «Шёл по городу волшебник», Л.: Детская литература (Ленинградское отделение), 1981 г., стр. 3—127, иллюстрации С. Спицина.
- Ю. Томин. Избранное: Повести. Рассказы., Л.: Детская литература (Ленинградское отделение), 1989 г., с. 89—202, иллюстрации В. Топкова.
- Ю. Томин. «Шёл по городу волшебник», М.: Наследие, 1992 г., с. 5—216, иллюстрации Б. Калаушина, С. Спицына и М. Патрушевой.
- Ю. Томин. «Шёл по городу волшебник», СПб.: Северо-Запад, 1993 г. с. 5—168, иллюстрации А. Кабанина.
- Ю. Томин. «Шёл по городу волшебник», М.: Знание, 1993 г., иллюстрации Б. Калаушина и С. Красовского
- Ю. Томин. «Шёл по городу Волшебник», М.: Бамбук, 1999 г., стр. 3—284, художник А. Шахгелдян.
- Ю. Томин. «Шёл по городу волшебник», М.: Дрофа, 2002 г.
- Ю. Томин. «Шёл по городу волшебник», СПб.: Terra Fantastica, М.: Эксмо, 2003 г.
- Ю. Томин. «Шёл по городу волшебник», М.: Оникс 21 век, 2004 г.
- Ю. Томин. «Шёл по городу волшебник», М.: Детская литература, 2009 г., стр. 9—300, иллюстрации Е. Медведева.
- Сказки современных детских писателей, М.: Детская литература (Детгиз), 2010 г., стр. 333—508
- Ю. Томин. «Шёл по городу волшебник», М.: Machaon, 2010 г. иллюстрации Н. Демидовой.
- Ю. Томин. «Шёл по городу волшебник», М.: Азбука-Аттикус, Махаон, 2012 г., стр. 5—222[2]

В оригинальном издании 1963 года первая часть состояла из 18-ти глав. Спустя два года, в 1965 году, Томин выпустил обновлённое издание, в котором первая часть состояла из 19-ти глав: была удалена 9-я глава (в которой рассказывалось о похождениях превращённого в начале книги в голубя Зайцева), а последняя глава была поделена на две части, на 17-ю и 19-ю, а в промежутке между ними была добавлена новая 18-я глава, где Мишка приходит домой к Анне Гавриловне и рассказывает ей о том, как сильно изменился Толик. Очевидно, Томин считал именно это второе издание окончательным вариантом, потому что оригинал 1963 года больше не издавался.

## Экранизации
В 1970 году вышел снятый по книге советский фильм «Тайна железной двери».